# Bahama-szigeteki mosómedve
A bahama-szigeteki mosómedve (Procyon lotor maynardi) az emlősök (Mammalia) osztályának ragadozók (Carnivora) rendjébe, ezen belül a mosómedvefélék (Procyonidae) családjába tartozó mosómedve (Procyon lotor) egyik alfaja.
Korábban, egy ideig önálló fajnak vélték Procyon maynardi név alatt. Az úgynevezett guadeloupe-i mosómedve, melyet olykor önálló fajként, máskor pedig a mosómedve egy másik alfajaként tartottak számon, valójában a bahama-szigeteki mosómedve Guadeloupe-szigetcsportjára betelepített állománya.

## Előfordulása
A Bahama-szigetek területén honos. Az úgynevezett guadeloupe-i mosómedvea a Kis-Antillák két szigetén, a Guadeloupe-hoz tartozó két fősziget Grande-Terre és Basse-Terre területén él. Kristofer M. Helgen és Don E. Wilson 2003-as tanulmánya szerint – melyben morfológiai és genetikai szempontból is megvizsgálták az állatot – megállapítható, hogy a mosómedvék emberi közvetítéssel jutottak el Guadeloupe szigeteire néhány száz évvel ezelőtt.

## Megjelenése
Kisebb, mint a kontinentális mosómedve alfajok; ezt az izolált zsugorodás okozza. A kifejlett példányok testtömege 1,8–10,4 kilogrammosak. Bundája szürke. Nincsenek gyűrűk a farkán. Ennek az állatnak 40 darab foga van; a fogképlete a következő: {\displaystyle {\tfrac {3.1.4.2}{3.1.4.2}}}.

## Életmódja
Mindenevő, gyümölcsöket, zöldségeket, húst és tojást fogyaszt.

## Szaporodása
Párzási időszakra január és március között kerül sor.

## Fordítás
- Ez a szócikk részben vagy egészben  a   Bahamian raccoon című angol Wikipédia-szócikk ezen változatának fordításán alapul.  Az eredeti cikk szerkesztőit annak laptörténete sorolja fel. Ez a jelzés csupán a megfogalmazás eredetét és a szerzői jogokat jelzi, nem szolgál a cikkben szereplő információk forrásmegjelöléseként.